# Signe de dividir
El signe de dividir és un símbol matemàtic que s'escriu ÷, és a dir, com un guió mitjà amb dos punts, un a sobre i un a sota de la ratlla de divisió. Es pot simplificar traient els punts, com apareix per exemple a les fraccions (la ratlla pot ser aleshores inclinada, com es veu a alguns models de calculadora). El signe està en actiu d'ençà el segle xvii per influència anglosaxona.